# 에스타니슬라오 아르고테
에스타니슬라오 아르고테 살라베리아(스페인어: Estanislao Argote Salaberría, 1956년 10월 21일, 바스크 주 사라우츠 ~)는 스페인의 전직 축구 선수로, 현역 시절 좌측 미드필더로 활약했다.

## 클럽 경력
아르고테는 기푸스코아 도 사라우츠 출신으로, 인근 사라우츠에서 축구를 시작하여 바스크 거함 아틀레틱 빌바오에 1975년 합류했다. 그는 2군 소속으로 2년 가까이 보낸 후 1977년 10월 2일에 21번째 생일을 앞두고 1-0으로 이긴 아틀레티코 마드리드와의 경기에 90분을 소화하며 1군 신고식을 치렀다.
아르고테는 1군 첫 시즌에 28번의 라 리가 경기에 출전해 11골을 기록하여 소속 구단의 3위에 일조했다. 그는 빌바오 유소년부를 졸업한 다니와 마누엘 사라비아와 함께 강력한 삼각편대를 구성하였다. 아틀레틱은 1983년과 1984년에 2년 연속으로 리그 우승을 거두었는데, 도합 65번의 경기에 출전해 10번 골망을 흔들었다.
1984년을 기점으로, 아르고테는 부상으로 출전 횟수가 줄어들었는데, 1986-87 시즌에는 다리 부상으로 몇 달 가까이 결정하기에 이르렀다. 그가 부상당한 시점에 빌바오는 4위에 올랐지만, 그의 공백을 극복하지 못한 선수단은 리그 순위가 13위로 급락했다.
그는 아틀레틱 소속으로 13년 동안 332번의 1부 리그 경기에 출전했고, 이후 테르세라 디비시온의 친정 사라우츠에 복귀했다. 그로부터 1년 뒤, 그는 거의 35세가 되어 현역에서 은퇴했다.

## 국가대표팀 경력
아르고테는 스페인 국가대표팀 경기에 2번 출전했는데, 모두 1978년 12월에 진행된 경기였다. 12월 13일, 그는 살라망카에서 5-0으로 이긴 키프로스와의 유로 1980 예선전 경기에 출전했다. 1주일 후, 그는 [[로마]에서 0-1로 패한 이탈리아와의 친선경기에서 전반전을 소화했다.

## 사생활
아르고테는 아코디언 연주에 능하다. 실제로, 1982-83 시즌 리그 우승을 확정짓고 음반을 출시했는데, 바스크 지역에서 기대 이상의 수익을 냈다.
아르고테의 또다른 취미로는 골프가 있는데, 당시 축구 선수들 사이 골프를 하는 선수는 그다지 많지 않았다. 유년 시절, 그는 고향에서 골프 코스 캐디를 맡기도 했다.

## 수상
- 라 리가: 1982-83, 1983-84
- 코파 델 레이: 1983-84
- 수페르코파 데 에스파냐: 1984